# Congiura dei Pucci

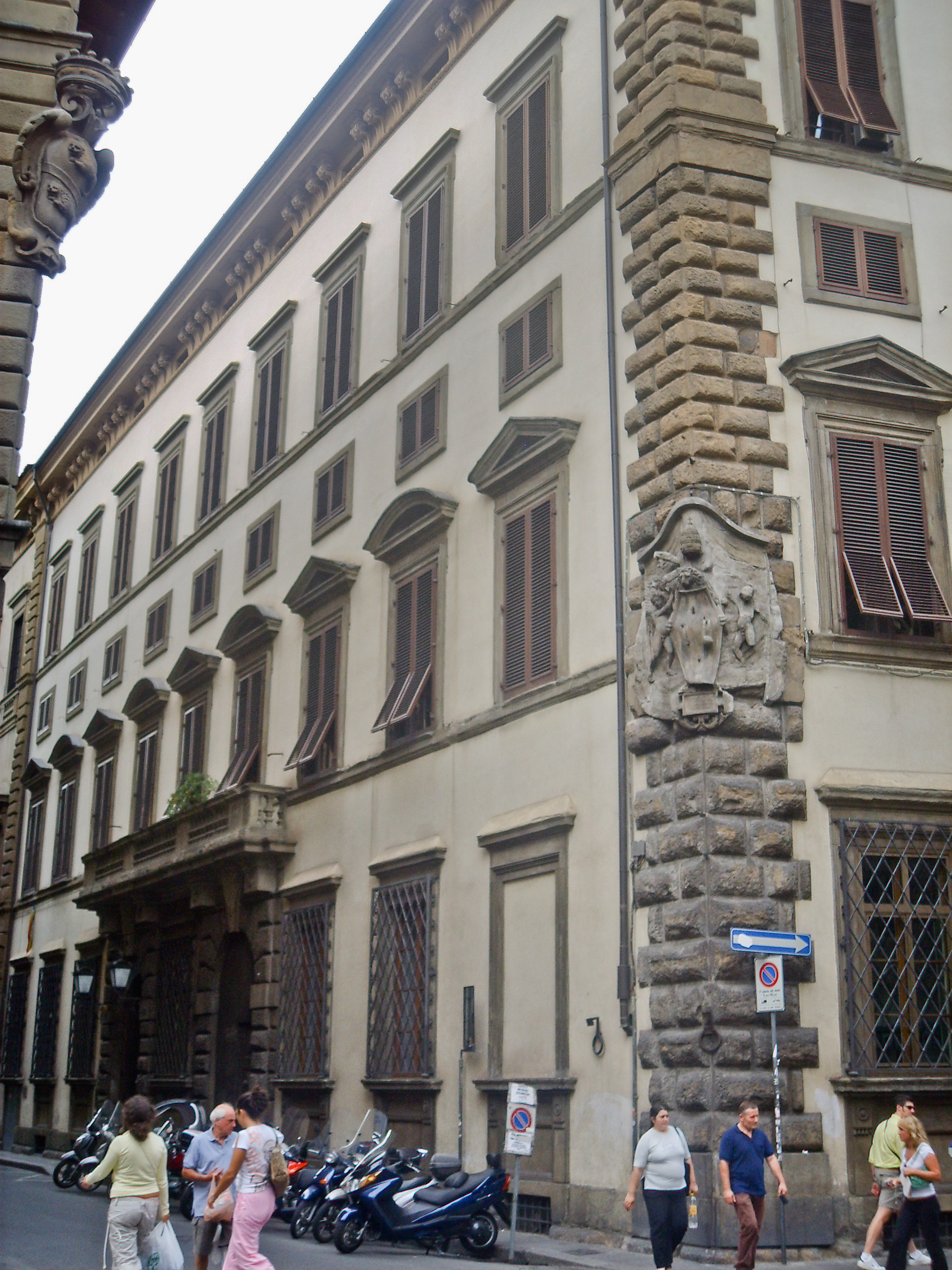
A esquina do Palazzo Pucci com a janela murada.

A Congiura dei Pucci (Conspiração dos Pucci) foi uma tentativa de assassinato de Cosme I de Médici organizada por Pandolfo Pucci e membros da igualmente aristocrárica família Ridolfi.
A família Pucci foi uma antiga aliada dos Medici, pelos quais ocuparam em estreita aliança numerosos cargos públicos, sobretudo no século XV. No entanto, em 1560, Pandolfo Pucci foi descoberto e acusado de conspiração contra o Grão-Duque Cosme I. Estava, de facto, previsto que os assassinos o atingissem com um arcabuz durante a passagem do cortejo grão-ducal frente ao Palazzo Pucci, quando este fizesse a curva para se encaminhar para a Piazza della Santissima Annunziata, onde o Grão-Duque se deslocava habitualmente para as celebrações religiosas na Basilica della Santissima Annunziata. A punição para os conspiradores foi rigorosa; de facto, Pandolfo e os seus cúmplices, entre os quais se encontravam outros aristocratas membros da família Ridolfi, foram pendurados numa janela do Bargello, e mesmo ao palácio foi reservada uma "punição", ditada, talvez, pela prudência e superstição (pelo menos para poupar um arrepio a Cosme quando passasse em procissão frente ao palácio), mas também entendida como um sinal visível da derrota dos conspiradores: foi, de facto, decretado o encerramento da janela incriminada. A janela murada ainda é visível na esquina com a Via dei Servi, como atesta a fotografia ao lado.